# Aleksander Czaplic Szpanowski

Herb Kierdeja

Aleksander Czaplic vel Czaplicki-Szpanowski herbu Kierdeja (zm. 1664 r.) – członek wspólnoty braci polskich, wnuk Teodora (Fedora) Czaplica ze Szpanowa (zm. 1611), syn Jerzego Czaplica (zm. 1649).
Studiował w Holandii, podróżował po Anglii, przebywał w Niemczech. Po powrocie za żonę pojął Annę z Rupniowskich. Odziedziczył Beresk i Kisielin (Wołyń) – przez pewien czas stolicę polskiego [braci polskich. Za swe poglądy i czyny stawiany był przed sądem. Jako delegat województwa wołyńskiego brał udział w elekcji Jana Kazimierza.
W 1655 r. podczas potopu szwedzkiego przeszedł na stronę króla Szwecji, Karola X Gustawa za co został ukarany konfiskatą dóbr. W toku wojny powrócił do zwolenników króla i odzyskał swe dobra w 1659. Ponieważ nie zgodził się przejść na katolicyzm w 1660 r. musiał opuścić Kisielin i Polskę. Przed wyjazdem sprzedał swe dobra Marcjanowi Czaplicowi, który przeszedł na katolicyzm. Aleksander dołączył do swego zięcia Zbigniewa Morsztyna (męża Zofii Czaplicówny) w Prusach Książęcych. Po 1660 wspólnota braci polskich z Kisielina rozproszyła się, a część z niej przyjęła katolicyzm.